# Zirkarie Wadgassen
Die Zirkarie Wadgassen (lateinisch Circaria Vadegotiana/Wadegocie/Vadegotiae) war ein Organisationsbezirk des Prämonstratenserordens im Mittelalter.

## Gebiet
Die Zirkarie Wadgassen umfasste Teile der Pfalz, Hessens und Lothringens. Sie gehörte kirchlich zu den Bistümern Mainz, Worms und Trier.
Einige Stifte waren vorher Benediktinerklöster und wechselten  danach zum Teil wieder dorthin (Lorsch).  Im 12. und 13. Jahrhundert wurden einige als Augustiner-Chorherrenstifte bezeichnet, sie gehörten aber wahrscheinlich weiter dem Prämonstratenserorden an, der auch nach der Augustinerregel lebte.
- Abtei Wadgassen, 1135–1792
- Stift Enkenbach
- Stift Gommersheim
- Stift Hachborn
- St. Nikolai Hagenau, Spital, zeitweise in der Zirkarie Schwaben
- Stift Hane
- Stift Immichenhain
- Jakobsberg in Mainz, vor 1177 bis 1208 Prämonstratenser, vorher und danach Benediktiner
- Stift (Ober-)Ilbenstadt
- Stift Kaiserslautern
- Stift Konradsdorf
- Stift Langenselbold
- Kloster Lorsch, seit 1248 Prämonstratenserstift, vorher und nachher Benediktiner
- Stift Marienthal
- Stift Meerholz
- Stift Merzig
- Stift Münsterdreisen
- Stift Petersberg bei Odernheim
- Stift Retters
- Stift Rothenkirchen
- Stift Steinbach in Hessen
- Stift Tiefenthal bei Niederwalluf, Prämonstratenserinnen von Langen-Selbold
- Stift Wirberg

## Geschichte
Seit 1135 entstanden Prämonstratenserstifte im Gebiet der späteren Zirkarie. Diese waren anfangs alle Doppelklöster. Etwa seit Mitte des 12. Jahrhunderts bestand die Zirkarie, benannt nach dem ältesten Stift Wadgassen. Von 1224 ist deren älteste Erwähnung erhalten, in dieser wurden auch Vessra und Ilfeld (?) dazugezählt. Seit dem 13. Jahrhundert wurden die meisten Doppelstifte getrennt.
Im 16. Jahrhundert wurden alle Prämonstratenserstifte in Hessen und der Pfalz durch die Reformation aufgehoben. Die wenigen verbliebenen wurden mit den Zirkarien Ilfeld und Westfalen vereinigt. Im 18. Jahrhundert war nur noch die Abtei Wadgassen erhalten, die 1792 nach der französischen Revolution aufgehoben wurde.